# Mikołaj Romaszkan
Mikołaj Jakub Romaszkan, baron herbu własnego (ur. 7 marca 1811 w Ispasie, pow. wyżnicki, zm. 6 kwietnia 1882 w Stanisławowie) – ziemianin, członek Izby Panów austriackiej Rady Państwa.
W latach 1823–1833 uczył się w Theresianum w Wiedniu, gdzie uzyskał maturę, a następnie ukończył wydz. prawa uniw. w Wiedniu z tytułem doktora praw (1836). Następnie pracował w administracji Galicji, w l. 1836–1839 był komisarzem okręgowym we Lwowie. W 1839 przeszedł w stan spoczynku.
Ziemianin, od 1839 właściciel klucza dóbr Horodenka zakupionego przez jego ojca Grzegorza a składającym się z kilku dużych folwarków. Uważany ówcześnie za wzorowego gospodarza, w swoim majątku poza uprawą roli i chowem bydła zbudował browar, gorzelnię i młyn parowy. Stworzył podstawy gospodarcze jednej z najzamożniejszych ziemiańskich rodzin ormiańskich w Galicji.
Jak napisał Kazimierz Chłędowski w swych pamiętnikach był on najbogatszym i luminarzem rodziny. Gdy arcyksiążę Jan zakochał się w styryjskiej poczmistrzównie i powiódł ją do ołtarza, Romaszkan z Horodenki czym prędzej pojechał do Meranu, ożenił się z drugą poczmistrzówną, aby zostać szwagrem arcyksięcia i być skoligaconym z domem Habsburgów.
Członek dożywotni Izby Panów austriackiej Rady Państwa (od 18 kwietnia 1861 – do 6 kwietnia 1882).

## Wyróżnienia
Otrzymał od cesarza dziedziczny tytuł barona Bad Ischl 26 października 1856 (dyplom datowany Wiedeń, 18 marca 1857).

## Rodzina
Urodził się w ormiańskiej rodzinie ziemiańskiej pochodzącej z Mołdawii, której szlachectwo potwierdzono 8 lipca 1789. Jego ojcem był Grzegorz i Anna z domu Kapri. Jego stryjem był ziemianin Piotr Romaszkan (1790–1863). Ożenił się 1837 z Teresą Plochl, córką poczmistrza. Mieli dzieci Annę Teresę (1838–1840), Jana Grzegorza Mikołaja (1842–1842), posła do austriackiej Rady Jakuba (1843–1922), Grzegorza Adolfa (1846–1847), Franciszka Mikołaja (1851–1935). Poprzez żonę był szwagrem arcyksięcia Jana (1782–1859), brata cesarza Franciszka II.